# Serpuhov
Serpuhov  (rusko: Серпухов, IPA: [ˈsʲerpʊxəf]) je mesto v Moskovski oblasti v Rusiji, ki leži na sotočju rek Oke in Nare, 99 km južno od Moskve in 72 km od Moskovske obročaste ceste na Moskovsko-simferopolskem šosseju. Je upravno središče Serpuhovskega urbanega rajona v Moskovski oblasti. Serpuhov prečka železnica Moskva–Tula.
Z odločitvijo Moskovske regionalne dume z 28. aprila 2016 je mesto prejelo častni naziv »Naseljeno mesto vojaške hrabrosti«.
V mestu sta bili dve veliki odlagališči. Odlagališče »Sjanovo-1« je bilo zaprto po velikem požaru leta 2017. Odlagališče »Lesnaja« je bilo zaprto leta 2021. Bilo je zadnje odlagališče v Moskovski oblasti.
19. junija 2024 je bil mestnemu okrožju Serpuhov podeljen naziv mesta znanosti.

## Zgodovina
Serpuhov je bil ustanovljen leta 1339 za zaščito južnih cest v Moskvo. Dve leti pozneje je postal sedež močne kneževine, ki ji je vladal nečak in bližnji sodelavec Dimitrija Donskega, Vladimir Hrabri. Status mesta je prejela leta 1374.
Leta 1565 je Ivan Grozni rusko državo razdelil na opričnino in zemščino in Serpuhov je postal slednja.
Sredi leta 1995 je Avtovaz proizvodnjo VAZ-1111 Oka preselil v Serpuhov. Tovarna je postala znana kot Serpuhovski avtomobilni zavod (SeAZ).
28. julija 2005 so v Serpuhovu praznovali 625-letnico bitke za Kulikovo, dogodek, ki ga je vodil patriarh Aleksij II.
17. decembra 2011 je bilo odprto največje nakupovalno središče v mestu, multifunkcionalni kompleks Korston.
9. junija 2014 je Serpuhovsko tovarno dvigal obiskal ministrski predsednik Dimitrij Medvedjev.
Med 30. julijem in 1. avgustom 2021 je bil načrtovan rock festival Našestvije, vendar ga je Rospotrebnadzor odpovedal in organizatorji so ga preložili na leto 2022.
26. januarja 2022 je županja mesta Julija Kupeckaja odstopila in vršilec dolžnosti je postal Sergej Nikitenko.